# Spedizione Seymour
La Spedizione Seymour fu il tentativo di una forza militare multinazionale di marciare verso Pechino e proteggere le legazioni diplomatiche e i civili stranieri della città dagli attacchi dei ribellione dei Boxer nel 1900. La forza internazionale fu sconfitta dall'esercito cinese e dai boxer, vedendosi costretta a ritirarsi a Tianjin.

## La rivolta dei boxer ed i disordini
L'Associazione pugilistica di giustizia e concordia, conosciuta anche come Boxer (denominazione tratta dall'inglese), era una società segreta fondata nella provincia dello Shandong da persone che erano state portate alla rovina dall'imperialismo e da disastri naturali. Essa assume un ruolo di rilievo nella Storia Mondiale quando viene coinvolto nella cosiddetta "Rivolta dei Boxer". Anti-cristiani e anti-stranieri, i Boxer avevano come obiettivo quello di liberare la Cina dall'influenza straniera (occidentale). Nel maggio e nei primi di giugno del 1900, un esercito di Boxer marciò verso Pechino. Il governo cinese Qing fu equivoco nei confronti dei Boxer, temendo inizialmente che essi potessero divenire ostili anche nei confronti della stessa dinastia Qing. I Boxer divennero una serie minaccia per i cittadini stranieri e giapponesi e per i cristiani cinesi che vivevano a Pechino, a Tientsin e nelle altre aree della Cina settentrionale.
Le Legazioni diplomatiche (Ambasciate) a Pechino richiesero l'invio di marinai per essere protette e il 31 maggio ne arrivarono a Pechino oltre 400 da otto paesi diversi (Austria-Ungheria, Francia, Germania, Italia, Giappone, Russia, Regno Unito, e Stati Uniti). Ad ogni modo, visto che la minaccia Boxer divenne maggiore, apparve necessario l'invio di ulteriori truppe. Il 9 giugno il Ministro britannico Sir Claude Maxwell MacDonald cablò al Vice-Ammiraglio Edward Hobart Seymour, comandante della flotta britannica in Cina, che la situazione a Pechino "è diventate in queste ore più seria" e che "delle truppe dovrebbero sbarcare e tutti i preparativi essere fatti per un'avanzata verso Pechino [Beijing]."
Una volta ricevuto il messaggio di MacDonald, Seymour reclutò in 24 ore una forza di oltre 2 000 marinai e Marines dalle navi da battaglia occidentali e giapponesi e preparò l'imbarco da Tianjin a Pechino, 75 miglia lontano, per treno.  Questa forza consisteva in 916 britannici, 455 tedeschi, 326 russi, 158 francesi, 112 americani, 54 giapponesi, 41 italiani e 26 austriaci.  Il Capo di Stato Maggiore di Seymour era il capitano John Jellicoe; il comandante degli americani nella spedizione era il capitano della marina Bowman H. McCalla.
I diplomatici a Pechino erano convinti che Seymour sarebbe arrivato entro l'11 giugno, a così non fu. Poco dopo tutte le comunicazioni vennero tagliate e la Spedizione Seymour scomparve all'interno della Cina. Agendo senza il permesso ufficiale della corte imperiale cinese, essi avevano, in effetti, iniziato una vera e propria invasione della Cina. La risposta cinese non si fece attendere e fu risoluta.

## L'avanzata verso Pechino

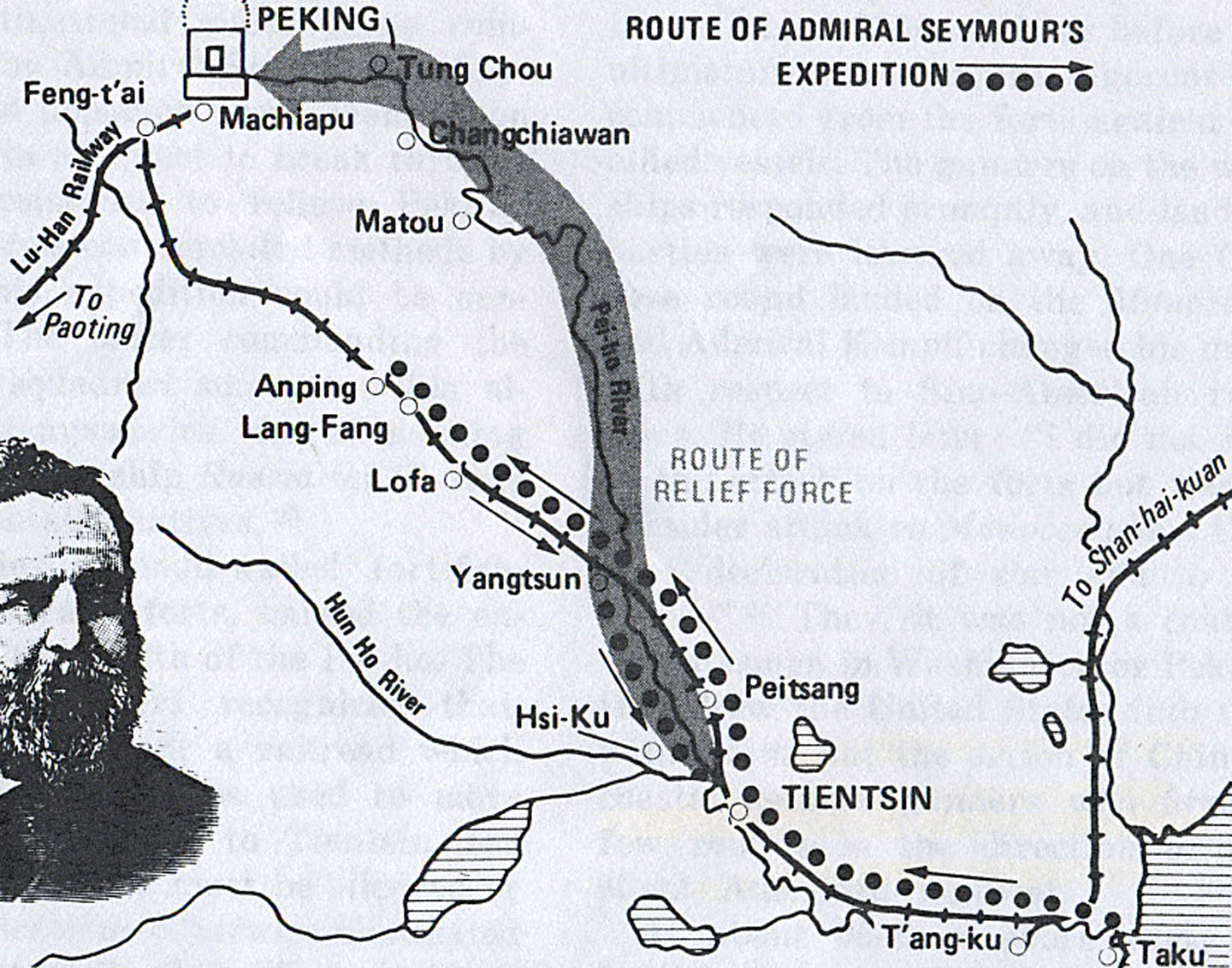
Il percorso della Spedizione Seymour.

Seymour requisì cinque treni a Tientsin (Tianjin) e partì per Pechino (Beijing) con la sua intera forza la mattina del 10 giugno.  Il primo giorno i soldati viaggiarono per 25 miglia senza incidenti, attraversando un ponte a Yancun sul fiume Hai He incontrastati, e, sebbene il generale cinese Nie Shicheng con migliaia di suoi soldati erano accampati lì, i soldati di Nie furono "amichevoli" e non attaccarono. I giorni successivi passarono lentamente, visto che Seymour dovette riparare i binari della ferrovia e respingere gli attacchi dei Boxer all'avanzata del suo treno. Il 14 giugno diverse centinaia di Boxer armati con spade, lance e pistole Jingal attaccarono Seymour due volte e uccisero 5 soldati italiani. Gli americani contarono 102 cadaveri di Boxer sul campo alla fine della battaglia.   Seymour continuò a riparare i binari e avanzò molto lentamente. Il generale cinese Nie permise all'esercito di Seymour di ritornare sui treni, in quanto Ronglu aveva deliberatamente emesso ordini contraddittori che lasciarono Nie confuso. Comunque, le forze musulmane non erano "confuse" e attaccarono subito gli stranieri.

## La sconfitta
Il governo cinese aveva intanto modificato le sue precedenti posizioni dopo essere venuto a conoscenza dell'invasione, decidendo di assorbire le forze dei Boxer ed ordinando all'esercito regolare di difendersi dall'avanzata di Seymour verso la capitale.
Il generale Dong Fuxiang, insieme ai suoi cinesi musulmani, preparò un'imboscata per l'esercito occidentale invasore. I generali Ma Fuxiang e Ma Fulu organizzarono e guidarono personalmente l'attacco, con una manovra a tenaglia intorno alle forze europee. Il 18 giugno le truppe di Dong Fuxiang, stanziate a Parco Hunting nella parte meridionale di Pechino, lanciarono un attacco in più punti della città compreso LangFang. Le forze impiegate nell'attacco includevano 5 000 cavalieri armati con fucili moderni. Le truppe straniere, specialmente i tedeschi, respinsero l'attacco, uccidendo centinaia di cinesi e con la perdita di soli 7 morti e 57 feriti. Di contro, i Kansu Braves persero circa 200 uomini e i Boxer altri 200. I Boxer caricarono direttamente e senza sosta gli alleati, cosa che fece snervare questi ultimi. Il bisogno di cure mediche per i feriti, la mancanza di rifornimenti e la probabilità di nuovi attacchi cinesi fecero decidere a Seymour e ai suoi ufficiali di ritirarsi verso Tientsin.  L'attacco inaspettato dell'esercito regolare cinese fu spinto da un attacco alleato, europeo e giapponese, ai forti di Taku due gironi prima. Come risultato dell'attacco di Taku (o Dagu), il governo cinese decise di resistere all'invasione dell'esercito di Seymour e di uccidere od espellere tutti gli stranieri nel nord della Cina.
Durante uno degli scontri a Langfang, alcuni Boxer armati con spade e lance caricarono i britannici e gli americani, che erano invece armati con armi da fuoco. Un soldato britannico dovette sparare quattro colpi a bruciapelo prima di fermare un Boxer, e il capitano statunitense Bowman McCalla asserì che un singolo colpo di fucile non era sufficiente: bisognava sparare più colpi di fucile per uccidere un Boxer.